# イギリス鉄道802形
802形（Class 802、クラス802）は、日立製作所が製造するイギリスの高速列車用車両。電化区間・非電化区間双方で走行可能なバイモード車両で、2018年8月20日にグレート・ウェスタン・レールウェイで営業運転を開始した。このほか、ハル・トレインズとトランスペナイン・エクスプレスでも運行されている。

## 概要
日立製作所が製造し各路線に投入されている高速鉄道用車両800形（クラス800）と同様に、電化区間では架線から集電し非電化区間では床下のディーゼルエンジンにより発電機を稼働させて電力を得るバイモード車で、インターシティー125を始めとした既存の高速列車を置き換える目的で各路線に導入される。ただし、800形に搭載されているディーゼルエンジンの出力が560kW（751HP）である一方、802形は700kW（939HP）に向上している他、燃料タンクも大型化されており、非電化区間における長距離運転に適した構造になっている。

## 運用

### グレート・ウェスタン・レールウェイ

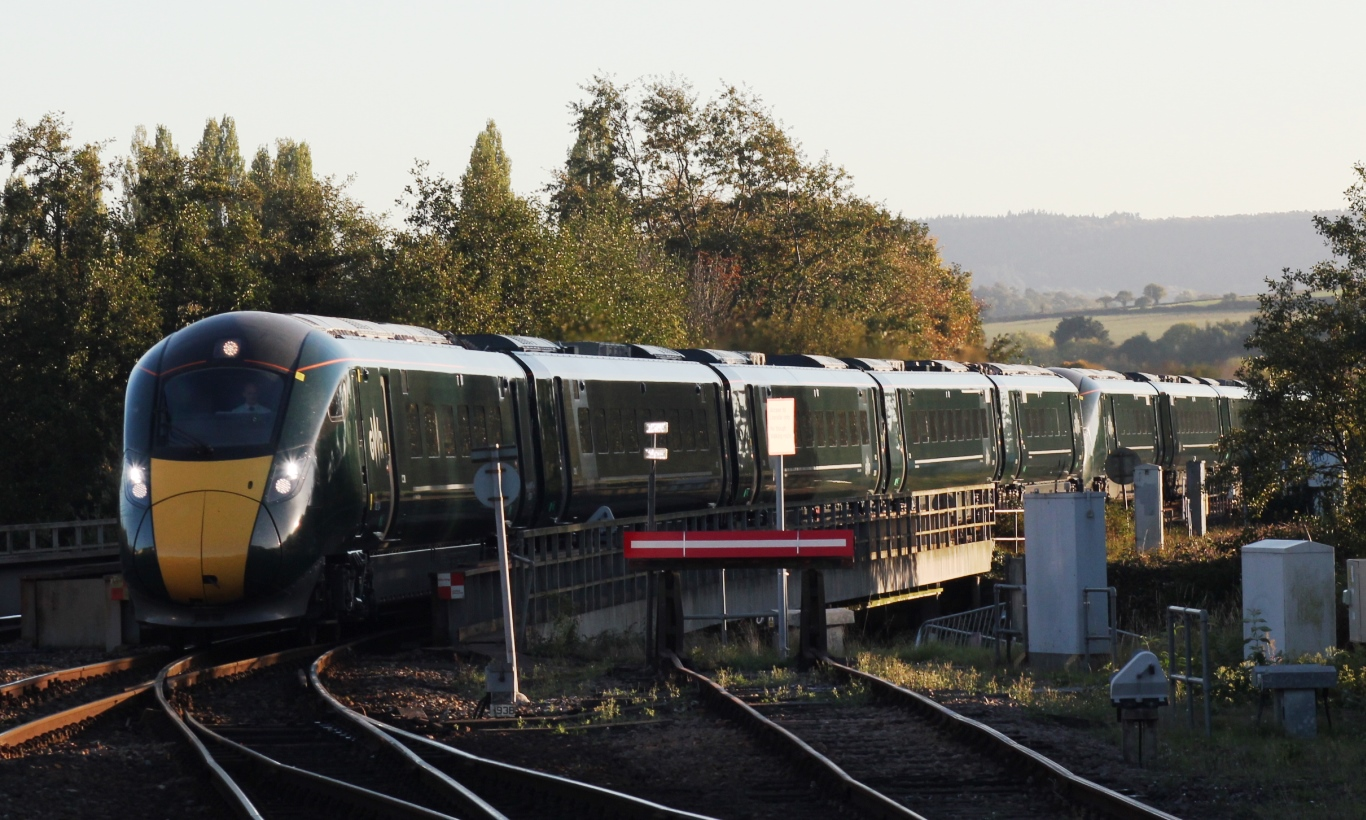
非電化区間を走る802形

グレート・ウェスタン・レールウェイはグレート・ウェスタン本線に電化計画に合わせてバイモード車両の800形と電化区間専用の801形（クラス801）を都市間高速鉄道計画（IEP）の一環で導入する一方、電化区間の終点となる予定のブリストル・テンプル・ミーズ駅より先のデヴォンやコーンウォールへと伸びる非電化区間への乗り入れのため、長距離輸送に適した高速鉄道用車両が必要となった。そこで導入されることになった新たなバイモード車両が802形である。
第一編成は日立製作所笠戸事業所で製造された後2017年8月9日から走行試験が行われた。そして2018年8月20日から営業運転を開始し、最終的に5両編成22本（802/0形）、9両編成7本（802/1形）が導入される予定となっている。なお、当初は同年7月16日に営業運転を開始する予定であった。

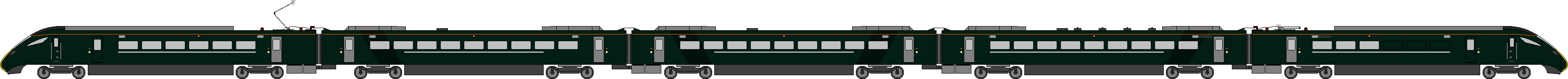
グレート・ウェスタン・レールウェイ 802/0形

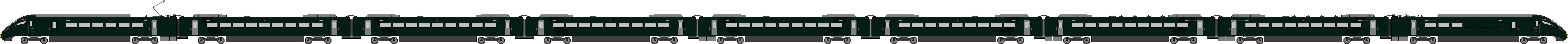
グレート・ウェスタン・レールウェイ 802/1形

### ハル・トレインズ

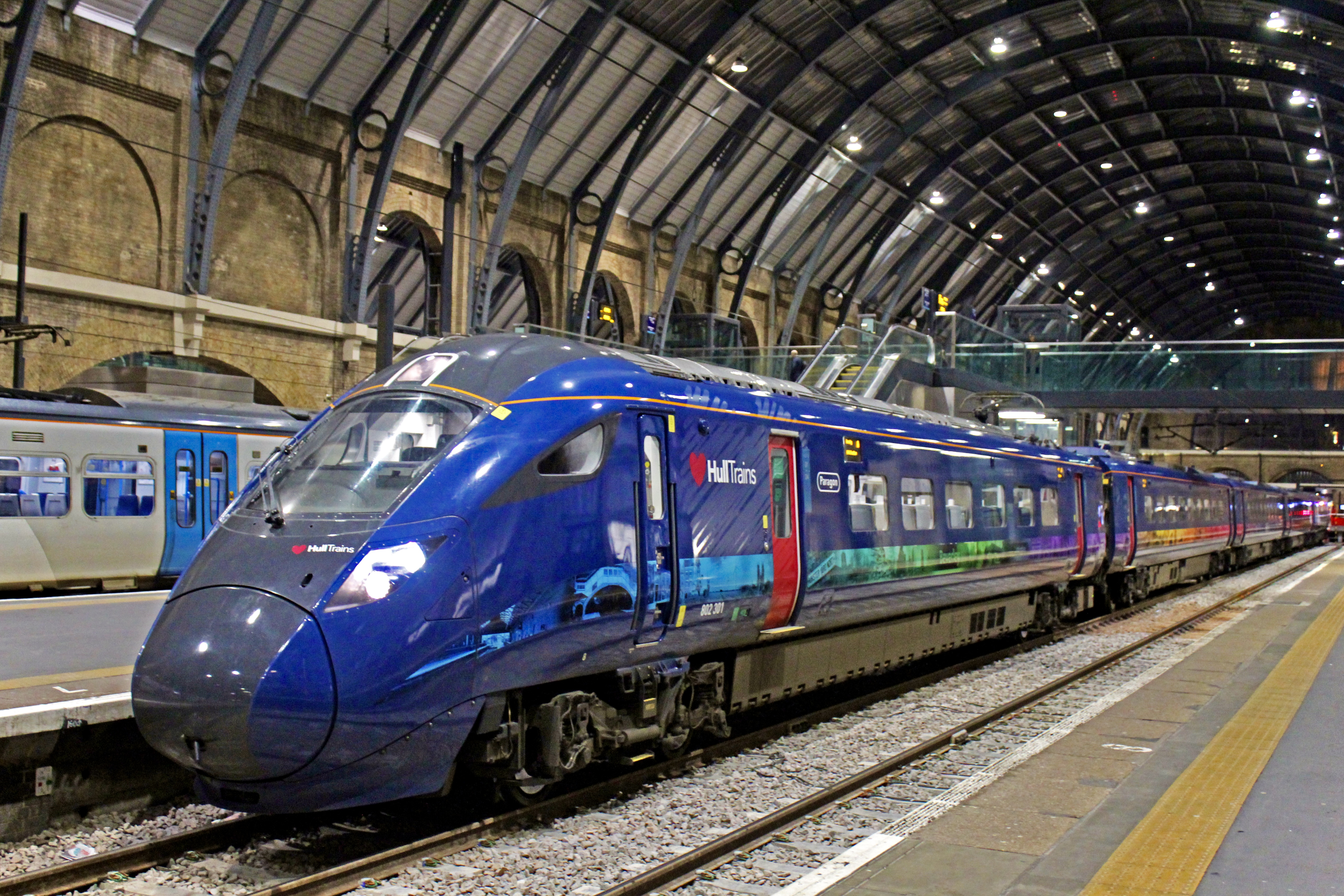
ハル・トレインズ向け802形

2016年11月、ハル・トレインズは、信頼性の低さが課題となっていたアルストム製の180形気動車「アデランテ」（コラディア1000）に代わり、5両編成の802形（802/3形）を5本購入することを発表し、その旨に関して日立レールヨーロッパと契約を交わしたと発表した。導入金額は6,000万ポンドで、2019年11月に塗装の発表を含めた一般公開が実施され、翌月の12月5日から営業運転を開始した。これらの列車には「手本」「模範」を意味し、ハル・トレインズのターミナル駅（ハル・パラゴン・インターチェンジ）の名前の由来にもなった「パラゴン」（Paragon）の愛称が付けられている。

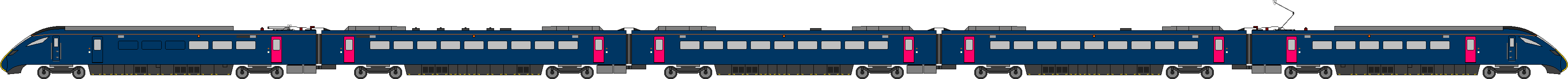
ハル・トレインズ 802/3形「パラゴン」
実際の営業時には車体下部にラッピングが施された

| 号車       | 号車           | E                  | D                                  | C                 | B             | A                             |
| 号車       | 号車           | L                  | K                                  | J                 | H             | G                             |
| 形式       | 形式           | DPTF               | MS                                 | MS                | MS            | DPTS                          |
| 座席数     | 1等            | 24                 | 18                                 |                   |               |                               |
| 座席数     | 2等            |                    | 58                                 | 88                | 86            | 56                            |
| 座席数     | 車椅子スペース | 2箇所              |                                    |                   |               |                               |
| 車内設備   | 車内設備       | トイレ(車椅子対応) | トイレ 荷物置き場 自転車用スペース | トイレ 荷物置き場 | 荷物置き場    | トイレ(車椅子対応) 荷物置き場 |
| 備考・参考 | 備考・参考     | [ 14 ] [ 15 ]      | [ 14 ] [ 15 ]                      | [ 14 ] [ 15 ]     | [ 14 ] [ 15 ] | [ 14 ] [ 15 ]                 |

### トランスペナイン・エクスプレス

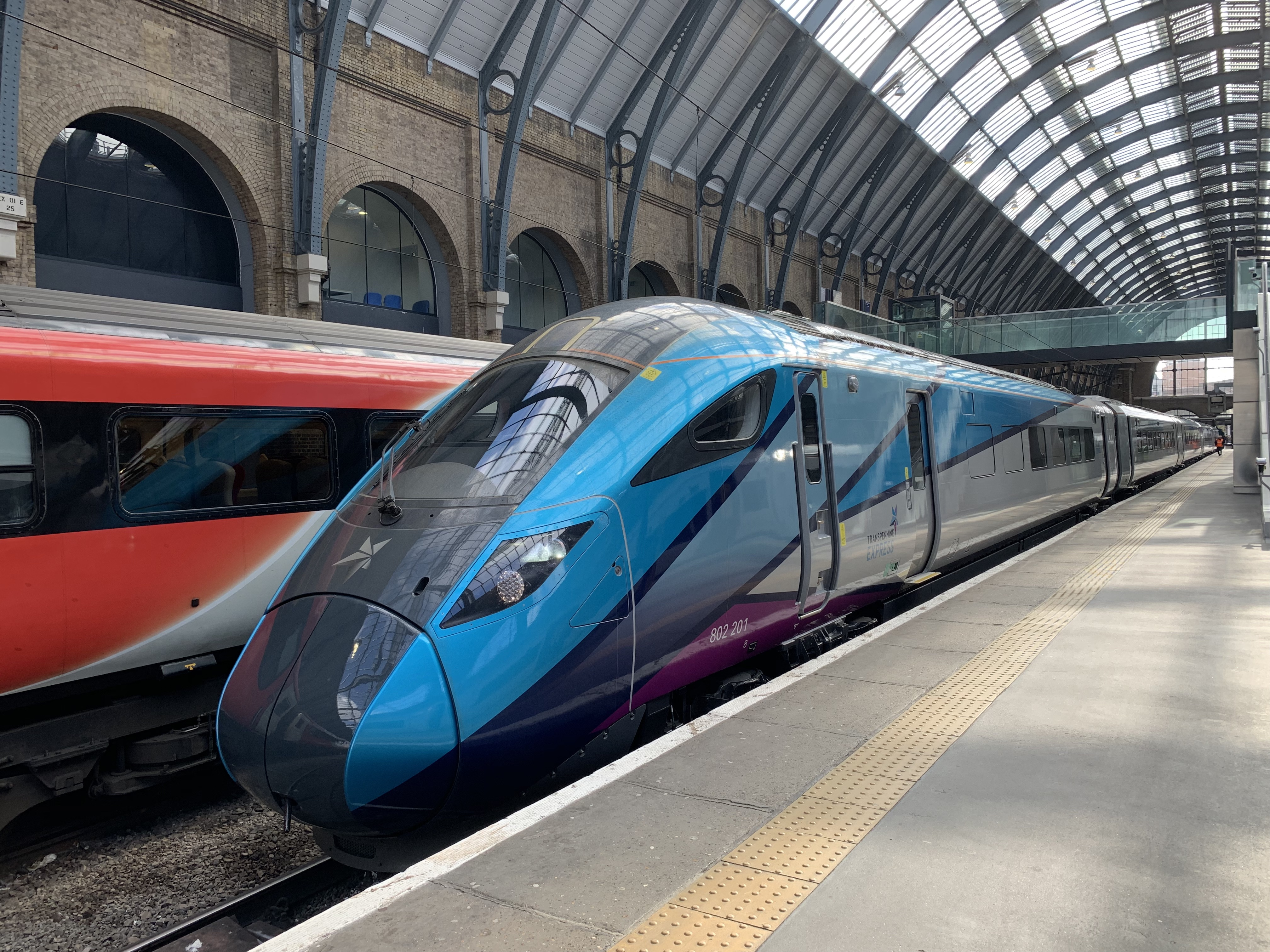
試運転中の802形

2016年にトランスペナイン・エクスプレスと日立製作所の間で802形（802/2形）の納入計画が交わされ、2018年4月20日に笠戸事業所で製造された最初の編成が日本からイギリスへと出荷された。翌2019年9月30日から営業運転を開始し、最終的に5両編成19本が導入される予定となっている。
なお、トランスペナイン・エクスプレスでは新規に登場する列車に「Nova（ノヴァ）」という愛称を付けており、802形は「Nova 1」と呼ばれている。

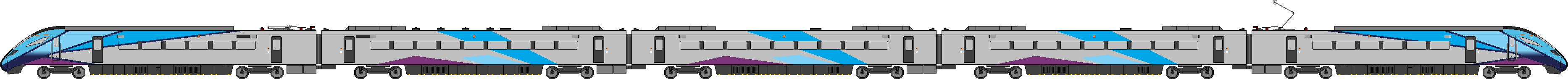
トランスペナイン・エクスプレス 802/2形

| 号車       | 号車           | E                  | D                                  | C                 | B             | A                             |
| 形式       | 形式           | DPTF               | MS                                 | MS                | MS            | DPTS                          |
| 座席数     | 1等            | 24                 |                                    |                   |               |                               |
| 座席数     | 2等            |                    | 88                                 | 88                | 86            | 56                            |
| 座席数     | 車椅子スペース | 2箇所              |                                    |                   |               |                               |
| 車内設備   | 車内設備       | トイレ(車椅子対応) | トイレ 荷物置き場 自転車用スペース | トイレ 荷物置き場 | 荷物置き場    | トイレ(車椅子対応) 荷物置き場 |
| 備考・参考 | 備考・参考     | [ 15 ] [ 19 ]      | [ 15 ] [ 19 ]                      | [ 15 ] [ 19 ]     | [ 15 ] [ 19 ] | [ 15 ] [ 19 ]                 |

## 関連項目

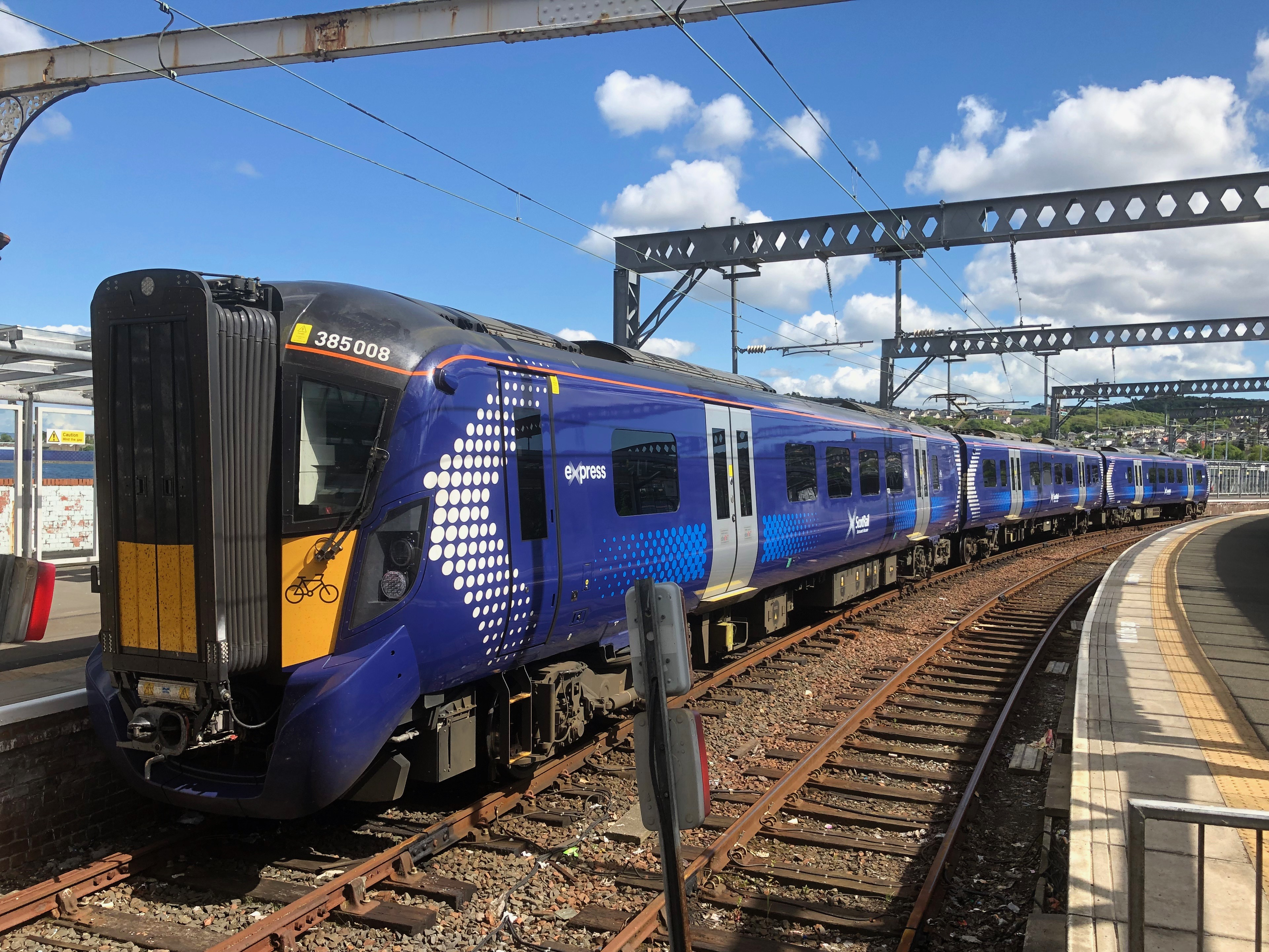
385形
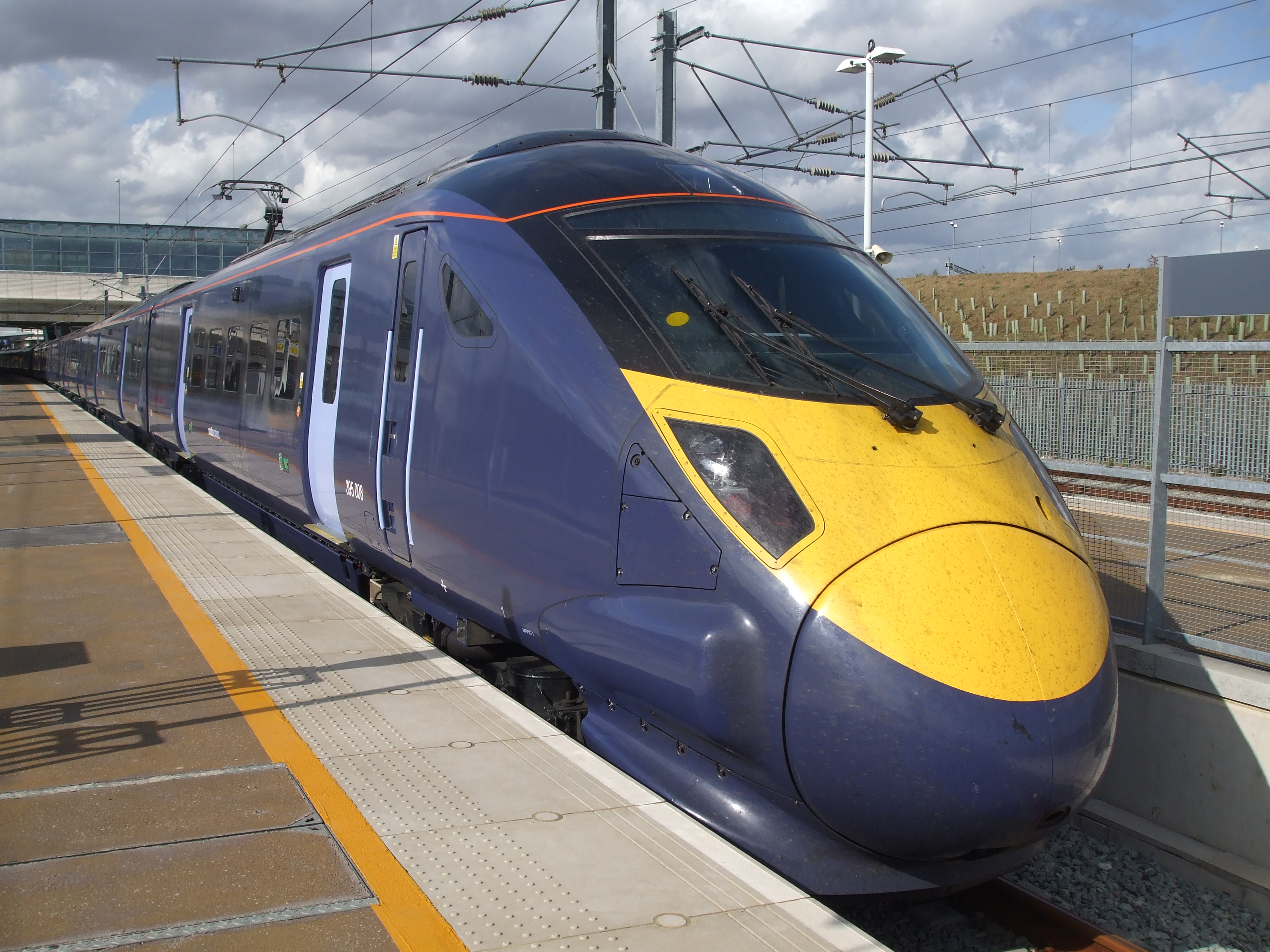
395形
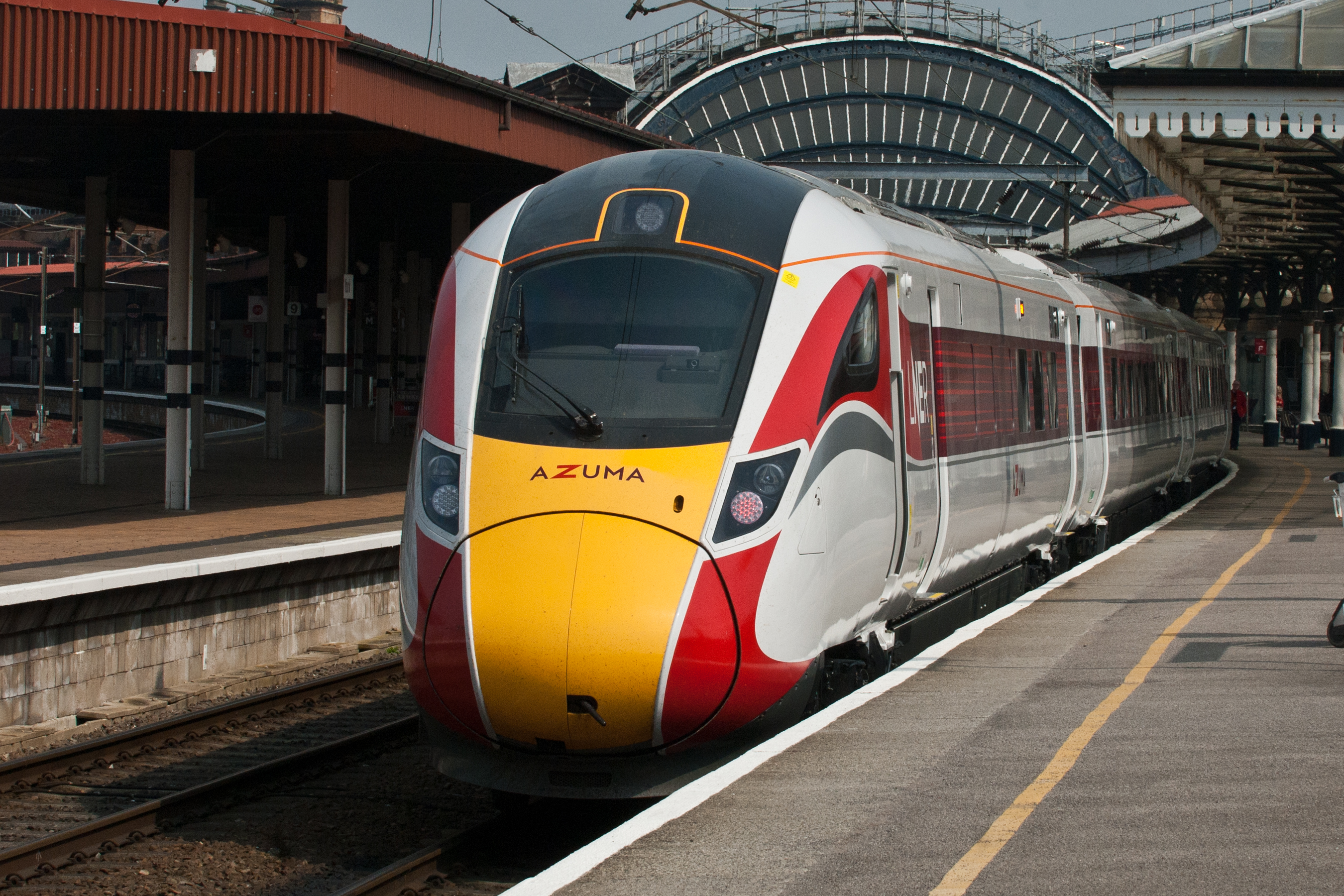
800形
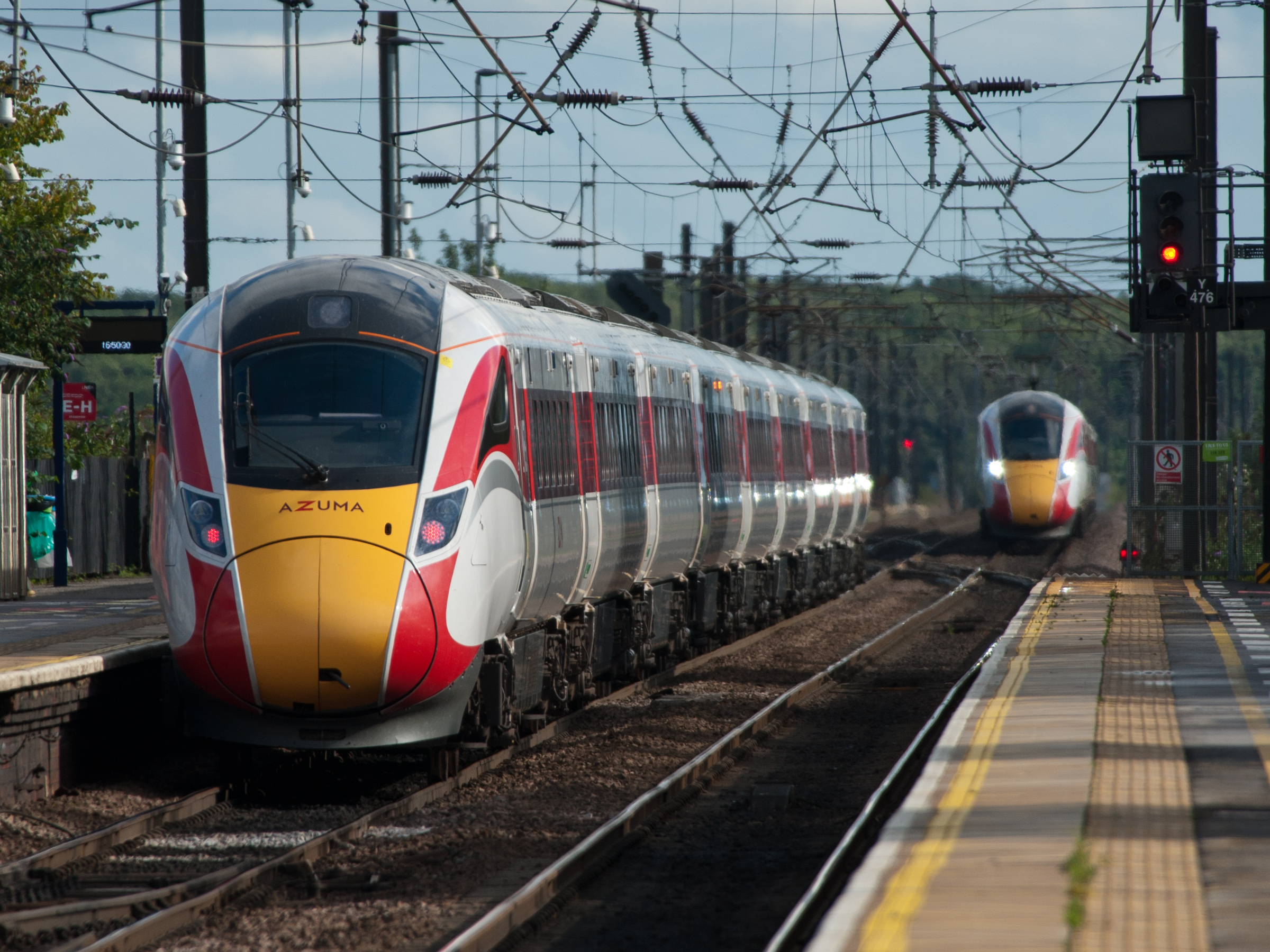
801形